# Saar-Pfalz-Kanal
Der Saar-Pfalz-Kanal ― mitunter auch Saar-Pfalz-Rhein-Kanal genannt ― war eine bereits in den 1930er Jahren geplante Großschifffahrtsstraße, die die Saar bei Saarbrücken mit dem Rhein verbinden sollte. Nach dem Zweiten Weltkrieg wurde die Planung wieder aufgenommen, 1966 in der saarländischen Bauleitplanung festgeschrieben und 1973 zugunsten des Saar-Ausbaues Saarbrücken–Konz endgültig fallen gelassen.

## Erste Planungen
Bereits 1582 hatte Tilemann Stella (1525–1589) für Pfalzgraf Georg Hans ein wasserbauliches Gutachten zum Bau eines Kanals erstellt, der, ähnlich dem heutigen Verlauf des Rhein-Marne-Kanals, den Rhein über die Zorn und die Südliche Zinsel mit der oberen Saar verbinden sollte.
Ende des 18. Jahrhunderts wurde unter der französischen Regierung die Planung einer Schifffahrtsstraße in Angriff genommen, die bei Landau Anschluss an den Rhein haben und dann durchs Queichtal und durch den Pfälzerwald bis zur Blies führen sollte. Friedrich Gerhard Wahl (1747–1826), Zweibrücker Hofbaumeister und Baudirektor, wurde mit der Planung und ersten Vorarbeiten beauftragt, die Französische Revolution und der Zusammenbruch der Dynastie Herzog Christian IV. vereitelte das Vorhaben.

## Planungen im Industriezeitalter

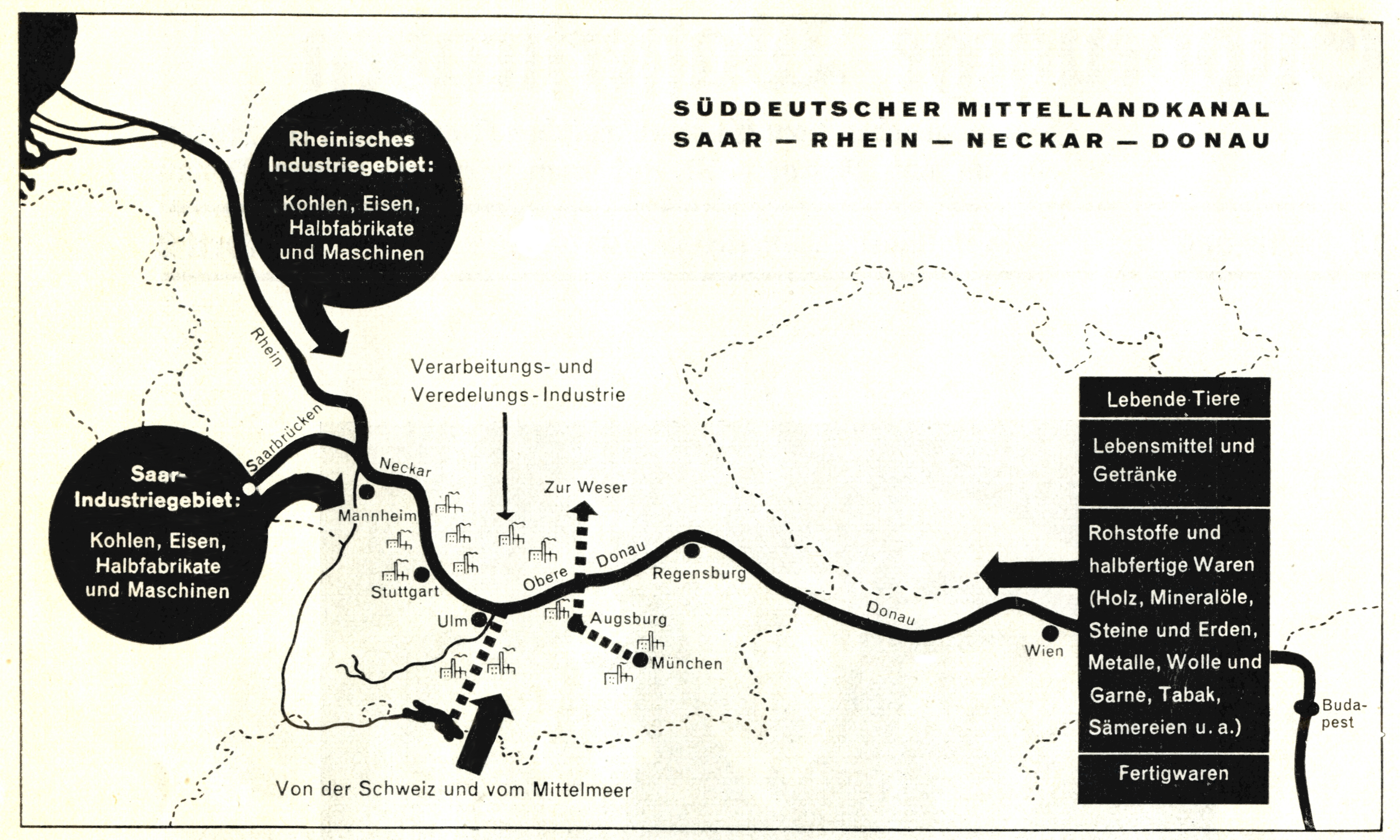
Planungen des Süddeutschen Mittellandkanals vom Südwestdeutschen Kanalverein 1936

Auch im 19. Jahrhundert wurde erneut die Wasserstraßenverbindung gefordert, so zum Beispiel 1887 von den Gebrüdern Stumm, die für ihre Montanindustrie vorteilhaftere Transportwege wünschten. Nach dem Ersten Weltkrieg wurden die Forderungen deutlicher: Im Oktober 1926 fand in Saarbrücken eine erste „Kanalversammlung“ statt, die im Februar 1927 in eine Denkschrift mündete, die dem Reichsverkehrsministerium überreicht wurde. Zu diesem Zweck wurde 1936 in Mannheim der Saarpfalz-Rheinkanal-Verein gegründet. Die Idee war ein Süddeutscher Mittellandkanal, von dem der Saar-Pfalz-Kanal der westlichste Zipfel werden sollte:

„Der Plan einer Kanalverbindung von der Saar durch die Pfalz an den Rhein, der bereits seit 50 Jahren das Grenzland an der Saar beschäftigt, ist mit der Rückgliederung des Saarlandes in den Vordergrund des öffentlichen Interesses getreten. Das Industriegebiet an der Saar, seiner Steinkohlenförderung nach das drittgrößte und der Stahlerzeugung nach das zweitgrößte Industriegebiet Deutschlands, braucht den Anschluß an den Rhein und das deutsche Binnenschiffahrsnetz, um in seiner Verkehrs- und Frachtlage nicht schlechter gestellt zu sein als die Wettbewerbsgebiete.“

Der Verlauf des Kanals war vom Saarbrücker Osthafen aus südlich an St. Ingbert über Landstuhl und nördlich an Kaiserslautern vorbei, südlich des Donnersberges und durch das mittlere Eistal nach Ludwigshafen vorgesehen. In dem Exposé heißt es: „Bei Festlegung der Linienführung legt das Reichswasserstraßenamt besonderen Wert darauf, die Kanaltrasse der Landschaft harmonisch einzufügen und nirgends organisch Gewachsenes und Zusammengehöriges zu zerstören.“ Die Planung von 1936 sah vor, den Scheitelpunkt zur Überwindung der Haardt nahe Enkenbach auf 270 m über NN festzulegen. Von der Saar aus wären dies 90 Höhenmeter Anstieg, zum Rhein abwärts etwa 180 Höhenmeter. Der Aufwand der Arbeitsleistung wollte man mit Arbeitsbeschaffungsmaßnahmen bewerkstelligen. Man kalkulierte 25.000 Arbeiter auf fünf Jahre bzw. 40 Mio. Manntage. Ein Bauprojekt dieses Ausmaßes war noch nicht durchgeführt worden.
1948 wurde die Bausperre im Trassierungsbereich des Saargebietes zunächst wieder aufgehoben, um nach dem Krieg dem ungeheuren Druck nach Bauland gerecht zu werden.
Nach Studien der Studiengruppe Saar-Pfalz-Kanal im Verband Deutscher Diplom-Ingenieure, Saarbrücken, in den Jahren 1963/64 wurde sowohl von der rheinland-pfälzischen als auch der saarländischen Landesbehörde die Nord- der Südtrasse vorgezogen. Nach dem Aufstieg aus dem Saartal sollte sie bis auf 256 m ü N.N. steigen und eine Gesamtlänge von 127 km erreichen. Grob entspricht die Trasse dem heutigen Verlauf der BAB 6 (Mannheim–Saarbrücken), wurde jedoch gegenüber der Planung von 1939 an einigen Stellen, vor allem wegen zwischenzeitlicher Bebauung, leicht modifiziert. Hinter Kaiserslautern sollte sich der Kanal über mehrere Schleusen wieder auf Rhein-Niveau abwärts bewegen. Im letzten Entwurf war statt vieler Schleusen ein Schiffshebewerk bei Kerzenheim nach dem Vorbild des Schiffshebewerks Arzviller geplant, wodurch auf einer Strecke von 100 km trotz des Gefälles keine Schleusen notwendig gewesen wären.
Die Finanzierbarkeit und auch die Rentabilität wurden von den Befürwortern herausgestellt. So heißt es zum Beispiel, „daß die Finanzierung des Saar-Pfalz-Kanals und die daraus entstehenden Lasten sowohl vom Bundeshaushalt als auch von den Länderhaushalten Saarland und Rheinland-Pfalz getragen werden können, zumal wenn man die standort- und strukturpolitischen Wirkungen eines Saar-Pfalz-Kanals sowohl für das Saarland als auch für Rheinland-Pfalz berücksichtigt, die – wenn man sie auch nicht auf Mark und Pfennig errechnen kann – auf lange Sicht ein Vielfaches an gesamtwirtschaftlichem Nutzen bringen können.“
Seit dem 1. Juni 1964 gewährte die Deutsche Bundesbahn den interessierten Unternehmen Als-ob-Tarife, d. h. Frachttarife so, als ob eine Wasserstraße bestünde, um den Kanalbau zu verhindern.
1973 wurde der Plan zum Bau des Saar-Pfalz-Kanals zugunsten des Saar-Ausbaues Saarbrücken–Konz aufgegeben, zumal die weitgehend parallel trassierte BAB 6 inzwischen fertiggestellt war.